# Alex Høgh Andersen

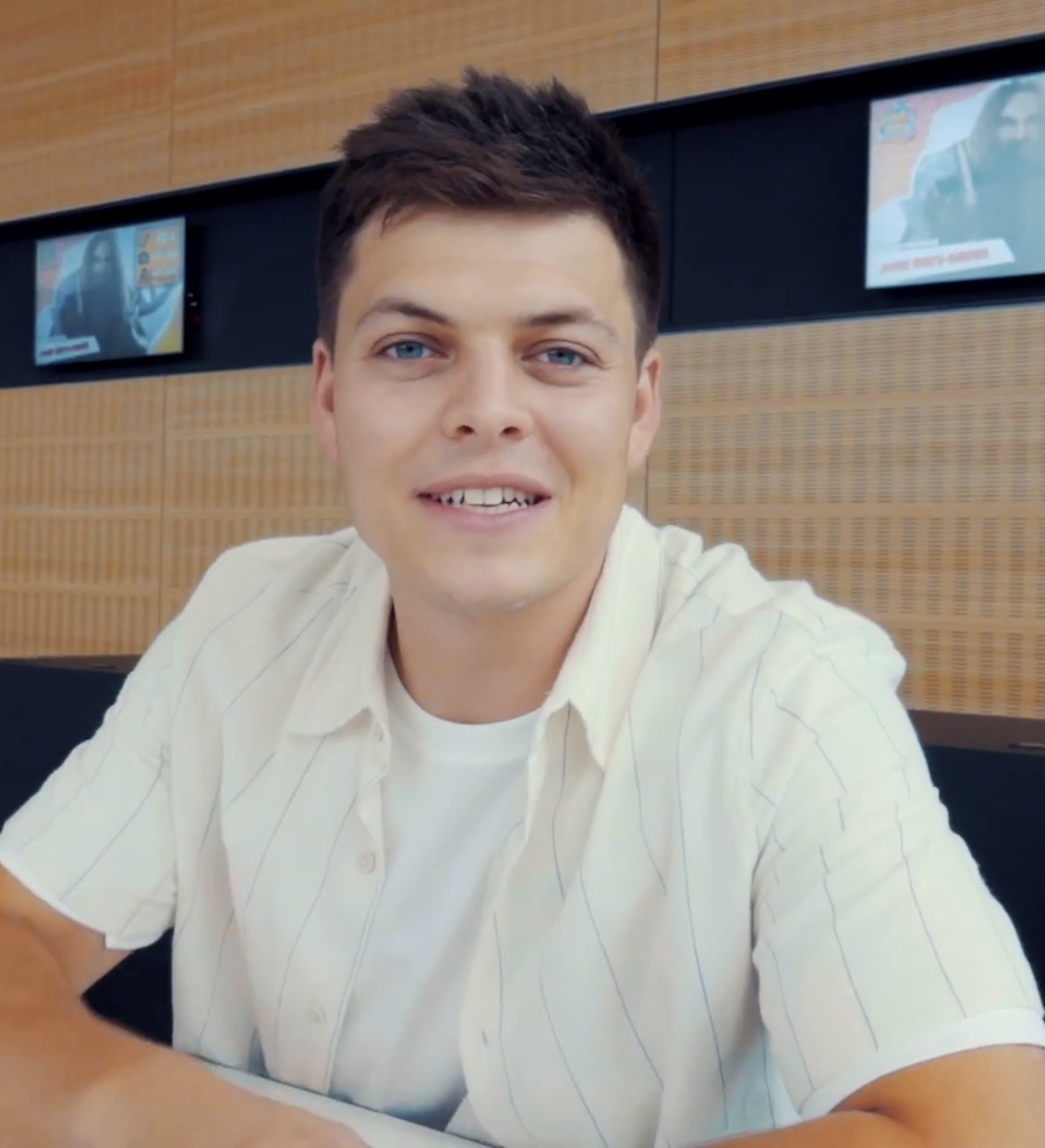
Alex Høgh Andersen, 2021

Alex Høgh Andersen (* 20. Mai 1994 in Kopenhagen) ist ein dänischer Schauspieler.

## Leben
Andersen nahm 2006, mit damals 11 Jahren der Jüngste, an der dänischen TV-Talentshow Scenen er din teil und wurde erst im Halbfinale geschlagen. Er studierte an der Eventyrteatrets Dramaskole und debütierte mit der Hauptrolle bei dem Stück Sword of the Stone. 2012 hatte er sein Filmdebüt mit der Rolle des Viktor in der dänischen Fernsehserie Outsider.
Seine Mutter Charlotte ist eine Brustkrebs-Überlebende. Deswegen setzt sich Andersen seit mehreren Jahren ehrenamtlich ein und spendet z. B. auch mehrmals jährlich Blut. Seit Anfang 2018 ist er Botschafter für das Danish Red Cross Youth und lässt einige seiner Fotos für deren guten Zweck versteigern.
Er drehte 2017 den Dokumentarfilm Koldt på toppen. In diesem Film spielt er sich selbst in einer fiktiven Begebenheit. Es ist eine sogenannte Mockumentary. Neben ihm ist auch sein bester Freund, der dänische Schauspieler Marco Ilsø, zu sehen. Der Film handelt davon, wie Andersen sich als Jungstar durch seinen Erfolg in der Serie Vikings negativ verändert.

## Filmografie (Auswahl)
- 2012: Outsider (Fernsehserie, 3 Folgen)
- 2013: Tvillingerne og Julemanden (Fernsehserie)
- 2015: Ødeland (Kurzfilm)
- 2015: Kysset (Kurzfilm)
- 2015: Burn Burn Burn (Kurzfilm)
- 2015: A War
- 2016–2020: Vikings (Fernsehserie, 53 Folgen)
- 2016: Et portraet af Alex Høgh Andersen (Mockumentary)
- 2017: Koldt på toppen (Mockumentary)
- 2019: Et bånd mellem mennesker (Kurzfilm)
- 2021: Das Bombardement (Skyggen i mit øje)
- 2023: Nightwatch: Demons Are Forever (Nattevagten – Dæmoner går i arv)
- 2024: The Room Next Door